# دار عبد الله بن عمر
دار عبد الله بن عمر أحد الدور التاريخية المجاورة للمسجد النبوي الشريف.
كانت الدار لأم المؤمنين حفصة بنت عمر بن الخطاب، أُعطيتها من قبل عثمان بن عفان عوضاً عن حجرتها التي أدخلت ضمن توسعة المسجد النبوي الشريف من قبل الخليفة عثمان بن عفان، عندما قالت: كيف بطريقي إلى المسجد، فقال لها عثمان بن عفان: نعطيك أوسع من بيتك ونجعل لك طريقا مثل طريقك.
ثم آلت إلى عبد الله بن عمر بن الخطاب إرثاً من أخته، وكان في موقع هذه الدار الاسطوانة التي كان بلال بن رباح يؤذن عليها في عهد الرسول محمد وفيها "خوخة آل عمر. عُرفت الدار فيما بعد بدار العشرة، وقد أزيلت ضمن التوسعة الملك فهد للمسجد النبوي الشريف.